# Avenal State Prison
Avenal State Prison, tidigare Kings County State Prison, är ett delstatligt fängelse för manliga intagna och är belägen i Avenal, Kalifornien i USA. Fängelset förvarar främst intagna som är i slutskedet av sina fängelsestraff och ska återanpassas till samhället. Avenal har en kapacitet på att förvara 2 909 intagna men för den 16 november 2022 var det överbeläggning och den förvarade 4 436 intagna.
Fängelset invigdes 1987 som Kings County State Prison, redan året därpå bytte fängelset namn till det nuvarande.
Personer som varit intagna på Avenal är bland andra Robert John Bardo och Billy Preston.